# Карл Робі
Карл Робі (англ. Carl Robie, 12 травня 1945 — 30 листопада 2011) — американський плавець.
Олімпійський чемпіон 1968 року, призер 1964 року.
Переможець Панамериканських ігор 1963 року.
Переможець літньої Універсіади 1965, 1967 років.